# SPDR大中華
SPDR富時大中華ETF，簡稱SPDR大中華（英語：SPDR FTSE Greater China ETF，港交所：3073），主要跟蹤富時大中華港元指數作依歸。
其股份自2010年9月20日在香港交易所上市。每手股數為200股。事實上，是主要受交易價格變動影響。

## 連結
- SPDR富時大中華ETF（页面存档备份，存于）